# تفجير بانكوك 2015
تفجير بانكوك 2015 هو هجوم بالقنابل وقع في 17 أغسطس 2015 خارج ضريح إيراوان في تقاطع راتشابراسونج في منطقة باثوم وان، بانكوك، تايلاند.خلف الانفجار 25 قتيلا وأكثر من 121 جريحا.

## الهجوم
في مساء يوم الإثنين 17 أغسطس 2015، سُمع دوي انفجار قوي في حوالي الساعة (19:00) بالتوقيت المحلي، في حي سياحي وتجاري من بانكوك، حيث ترك مهاجمون مجهولون دراجة نارية مفخخة تحتوي على قنبلة تي ان تي. وقع الانفجار على مسافة عدة أمتار فقط من معبد لإله (أرافان) الهندوسي، وهو مكان مكتظ دائما بالمتدينين والسياح، ويحظى الضريح بشعبية بين التايلانديين، ويعد مقصدا رئيسيا للأجانب والسائحين، كما تقع بالقرب من هذا المكان متاجر كبيرة عدة وفندق. وكانت قوة الانفجار كافية لتحطيم زجاج النوافذ في مبان تبعد 200 متر عن مكان الحادث. وفي وقت لاحق عثر رجال الأمن في مكان الانفجار على عبوتين ناسفتين أخريين، وقامت الشرطة بفرض طوق أمني على المنطقة.

## ردود الأفعال
أعلن وزير الدفاع التايلاندي براويت وونغسوان أن هؤلاء الأشرار كانوا يخططون لضرب القطاعين الاقتصادي والسياحي لتايلاند، الأمر الذي يدل عليه المكان الذي اختاروه. فيما وصف رئيس الوزراء التايلاندي برايوت تشان أوتشا التفجير الذي تعرض له أحد الأضرحة وسط العاصمة بانكوك الأثنين بأنه أسوأ هجوم تتعرض له البلاد.

## التحقيقات
| الجنسية         | القتلى |
| --------------- | ------ |
| تايلاند         | 10     |
| ماليزيا         | 5      |
| الصين           | 4      |
| هونغ كونغ       | 2      |
| الفلبين         | 1      |
| إندونيسيا       | 1      |
| سنغافورة        | 1      |
| المملكة المتحدة | 1      |
| المجموع         | 25     |

أصدرت المحكمة الجنائية في بانكوك يوم الثلاثاء 18 أغسطس مذكرة توقيف بأحد المشتبه بهم، وهي تتهم أجنبيًا غير مسمى بالتآمر لارتكاب جريمة متعمدة فضلا عن اتهامات أخرى مرتبطة بهجوم بانكوك الذي أسفر عن سقوط أكثر من عشرين قتيلًا. وأكدت الشرطة التايلاندية أن الرجل الذي يشتبه بأنه زرع القنبلة ينتمي إلى شبكة اجرامية، مشيرة إلى أنها تقوم بعملية بحث حثيثة عنه. وقد نشرت الشرطة صور التقطتها كاميرات المراقبة وبدا فيها رجل وهو يقوم بوضع حقيبة ظهر أمام معبد ايراوان قبل دقائق من الانفجار في حي شيلدوم التجاري.
وصرح قائد الشرطة التايلاندية سوميوت بومبانمونغ بأنها شبكة، وأضاف أن المشتبه به لا يمكن أن يكون قد تصرف بمفرده، وقال: نعتقد أن ثمة أشخاصا يساعدونه هم تايلانديون، وأكدت الشرطة أن المشتبه به يتحدث لغة أجنبية غير اللغة الإنجليزية. واستبعدت تايلند يوم الخميس 20 أغسطس أن يكون تفجير بانكوك من تنفيذ مجموعة إرهابية دولية.
تمكنت قوات الشرطة التايلاندية من القبض على المشتبه به في تفجيرات بانكوك، وذلك في يوم السبت 29 أغسطس، وكانت سيدة تايلاندية وهي صاحبة الشقة التي كان يقيم بها المشتبه به عند القبض عليه، قد قامت باتصال هاتفي بالشرطة، وإبلاغها عن شكوكها فيه، وأسفرت المداهمة التي وقعت لمبني سكني بالضواحي عن اكتشاف مواد يُحتمل أن تدخل في صنع قنابل، وكان الجيش قد أعلن في وقت سابق أنه لن يتم الإعلان عن جنسية المشتبه به المقبوض عليه حفاظًا على علاقات تايلاند مع الدول الأخرى. كشفت السلطات التايلندية يوم الاثنين 31 أغسطس عن صورة لرجل وامرأة تشتبه بضلوعهما في تفجير الضريح الهندوسي في بانكوك، وبينت الشرطة التايلندية أن الصورة تظهر فتاة تايلندية اسمها وانا سوزان وتبلغ من العمر 26 عامًا، ورسمًا تقريبيًا لرجل غير معروف الهوية بعد، وذلك بعد سلسلة من المداهمات خلال الأسبوع الماضي أدت إلى إلقاء القبض على المشتبه به الرئيسي في الهجوم، وكانت والدة وانا أخبرت الشرطة أن إبنتها قد غادرت تايلاند قبل نحو شهرين إلى زوجها في تركيا.

## التأثير الاقتصادي
تراجعت العملة التايلاندية البات يوم الثلاثاء 18 أغسطس 2015 إلي أدنى مستوياتها خلال أكثر من ست سنوات نتيجة مخاوف تأثير انفجار استهدف مزارا دينيًا في بانكوك على السياحة في البلاد. وتراجع البات 0.5% إلى 35.55 مقابل الدولار الأمريكي وهو أدنى مستوى له منذ أبريل/ نيسان 2009.